# Tell Keisan
Tell Keisan, en árabe: تل كيسان‎ nombre que significa “el montículo de la traición”  o Tel Kisson' (תל כיסו) es un yacimiento arqueológico situado a 8 km de la costa del Mediterráneo en la región de Galilea de Israel entre Haifa y Acre. El tell tiene un tamaño aproximado de 60,7 ha  y está compuesto por las ruinas acumuladas de muchas grandes ciudades que datan de la Edad del Cobre.

## Historia
La región de Galilea es conocida por su producción agrícola, particularmente aceite de oliva. Se cree que Tell Keisan fue un granero importante para Acre. Tell Keisan está ubicado junto a la antigua carretera de Vía Maris que conectaba Egipto y Siria. Algunos estudiosos plantean la hipótesis de que en un momento de su historia fue la ciudad de Acsaf o la Cabul bíblica].
Tell Keisan fue muy grande y próspero a principios y mediados de la Edad del Bronce. En esta época estaba fortificada con un glacis y una muralla de piedra. A finales de la Edad del Bronce, el asentamiento era significativamente más pequeño y se distingue un nivel de destrucción hacia principios del siglo XII a. C. Fue reconstruido y reocupado a principios de la Edad del Hierro, en la segunda mitad del siglo XI a. C. y parece que fue un éxito y «estratigráficamente inalterado». Se hipotetiza que durante la Edad del Hierro fue un enclave tirio de Fenicia. En el siglo VIII a. C. fue de nuevo destruida y abandonada. Rehabitada en el siglo VII a. C. donde hay evidencias arqueológicas de la civilización neoasiria. Fue destruida de nuevo a finales de ese siglo. En el lugar se encontró una tablilla cuneiforme neoasiria. Fue reocupada a lo largo de los períodos aqueménida y helenístico y nuevamente abandonada en el siglo II a. C.
Estrabón se refiere a la ciudad de Acre como punto de encuentro de los persas en sus expediciones contra Egipto. Según historiadores como Diodoro Sículo y Estrabón, el rey Cambises II atacó Egipto tras concentrar un enorme ejército en las llanuras cercanas a la ciudad de Acre. En diciembre de 2018, arqueólogos que excavaban en el yacimiento de Tell Keisan, en Acre, desenterraron los restos de un puesto militar persa que podría haber desempeñado un papel en la exitosa invasión de Egipto por los aqueménidas en el año 525 a. C. Las fortificaciones persas de Tell Keisan sufrieron graves daños durante la campaña de Alejandro Magno del siglo IV a. C. para expulsar a los aqueménidas del Levante mediterráneo.
Existen evidencias arqueológicas de artefactos romanos y una importante carretera que pasa por el lado oeste del tell fue pavimentada durante el periodo romano. Durante el Imperio bizantino se construyó una iglesia que duró hasta el siglo VII d. C.. La tierra de Acre cambió de manos entre los cruzados y el ejército árabe de Saladino varias veces en los siglos XII y XIII, y Tell Keisan fue utilizado por Saladino como base.

### Época otomana y moderna
Incorporada al Imperio otomano en 1517, aparecía con el nombre de Tall Kisan en el censo de 1596, situada en el Nahiya de Acca de la Liwa del sanjacado de Acre. La aldea contaba con 6 hogares musulmanes, que pagaban un impuesto del 16,6% sobre diversos productos, como trigo (1950 akçes); cebada (770 akçes); algodón (1200 akçes); ingresos ocasionales (50 akçse); y cabras y colmenas (125 akçes); un total de 4095 akçes.
En 1881, el  Survey of Western Palestine (SWP)  del PEF señaló: «Victor Guérin da como medida del montículo 350 pasos de longitud de oeste a este, por 125 en su mayor anchura; tiene unos 130 pies de altura. Asciende al norte y al sur por una especie de pendiente producida por la depresión artificial del terreno. La meseta de la cima está cubierta de fragmentos de cerámica y, entre ellos, teselas de mosaico; también hay esparcidos montones de piedras de edificios ahora destruidos. En este tell, Saladino tuvo su cuartel general durante el  asedio de San Juan de Acre por Guido de Lusignan, Ricardo I de Inglaterra y Felipe II de Francia».
En la actualidad se encuentra en una finca privada. Una parte del tell es actualmente un olivar cultivado.

## Excavaciones

### 1935-1936
- Dirigida por John Garstang y A. Rowe.[2]
- Expedición Neilson.

### 1971-1979
- Dirigida por Roland de Vaux, J. Pringnaud, J. Briend y Jean-Baptiste Humbert.[2]
- Escuela Bíblica y Arqueológica Francesa de Jerusalén.
- Desenterraron una iglesia y una cruz tallada en piedra datada en el siglo VI d. C..[4]
- Según Pritchard (1981), esta excavación es de gran importancia para la comprensión arqueológica de la Edad del Hierro en esta región.[11]

### 2002
- Dirigido por Yotam Tepper, con la ayuda de Y. Ya'aqoby e Y. Dangor.
- Realizado por encargo de la Autoridad de Antigüedades de Israel y financiado por el municipio de Tamra.[12]
- Excavación realizada al noreste del tell.
- Se descubrieron ruinas que abarcan varios periodos y que demuestran que la ciudad se extendía a veces más allá de los límites del tell.

### 2005 & 2006
- Cuatro pequeñas excavaciones en la muralla y sus alrededores, llevadas a cabo por la Autoridad de Antigüedades de Israel en colaboración con otras instituciones.[4][13]

### 2016 hasta la actualidad
- Dirigido por David Schloen, de la Universidad de Chicago, y Gunnar Lehmann, de la Universidad Ben-Gurión del Néguev.[14]
- Organizado por el Instituto Oriental de Chicago de la Universidad de Chicago y la Universidad Ben-Gurion del Négev.
- La excavación se centró en la esquina noreste del tell.[15]

## Elementos arqueológicos

### Tesoro de plata
La época fenicia de Tell Keisan, en particular durante la segunda mitad del siglo XI a. C. es uno de los lugares de hallazgo de tesoros de plata pertenecientes al corpus cisjordano de  fragmentos de piezas de plata cortada y doblada. El tesoro se halló en el patio de un complejo doméstico dentro de una jarra fenicia bicromada en el estrato 9a, área B, L635. Este tesoro es el más antiguo del corpus de Cisjordania. El tesoro incluye lingotes cortados, chapas, alambres, varillas, joyas, cuatro fardos de fragmentos de plata cortados y doblados envueltos en lino y sellados con bullasde arcilla sin cocer, y fragmentos sueltos. El peso total del tesoro era de 345 gramos. Tell Keisan, junto con Tel Dor, son los únicos lugares de Oriente Próximo donde se han encontrado fardos sellados con bullas. La plata encontrada aquí contiene porcentajes de cobre, (19 ± 12,6%), muy superiores a las cantidades que se encuentran de forma natural. Eshel et al. Infieren que esto indica que el cobre se añadió intencionadamente a la plata. Este es uno de los factores por los que Eshel et al. Refutan la idea de que el corpus de Cisjordania fuera de calidad controlada. Dos muestras de tela del tesoro fueron datadas por radiocarbono en 1210-1010 a. C. (2915 ± 70 años C14 a. C.) y 1040-920 a. C. (2830 ± 45 años a. C.). Se utilizó Oxcal 4.2 para la calibración.

### Ánforas de transporte
Las ánforas de asa redonda son ánforas de transporte (pithos) con dos grandes asas que sobresalen del borde de la vasija. En Tell Keisan se encontraron docenas de jarras con asas. Una variedad de estas jarras, de forma bicónica, data de alrededor del 700-650 a. C. L. Courtois (1980) determinó mediante análisis petrográfico que estas vasijas no podían haber sido fabricadas localmente en Tell Keisan. Gunneweg y Perlman (1991) rastrearon la arcilla utilizada para fabricar estas vasijas hasta Kalopsida en Chipre oriental. Lo establecieron mediante análisis por activación neutrónica (NAA), comparando la composición de las vasijas de Tell Keisan con arcillas de varias fuentes potenciales. Las arcillas de Tell Keisan eran de dos tipos: rosa claro y verde grisáceo. De hecho, estas dos son de la misma composición química y varían de color debido a las condiciones de oxigenación durante la cocción. Se afirma que esta variación es típica de la fuente de arcilla en Kalopsida. En su análisis también refutan las afirmaciones anteriores de que esta variedad de jarras con asa de lazo procedía de Rodas, basándose de nuevo en la composición química. Un análisis NAA similar de una botija de dos asas de Micenas descubierta en el nivel 13 (c. 1200 a. C.) reveló que procedía de Kouklia. También se cree que la gran cantidad de cuencos con borde biselado, en comparación con otros lugares cercanos, sugiere un fuerte vínculo con Chipre.